# Szojuz–38
A Szojuz–38 (oroszul: Союз-38) szovjet háromszemélyes, kétszemélyessé átalakított szkafanderes személyszállító, szabványos rendszerben épített Szojuz űrhajó. Az űrhajó vitte a hetedik Interkozmosz (IK) legénységet a Szaljut–6 űrállomásra. Fedélzetén tartózkodott az első kubai űrhajós, Arnaldo Tamayo Méndez alezredes.

## Küldetés
Feladata a kubai-szovjet kutatási program végrehajtása az űrállomáson, valamint bekapcsolódni az előírt navigációs, csillagászati, műszaki, légkörkutatási, földfotózási, földmegfigyelési, orvosi és biológiai kutatási program folytatása. Kötelességük volt az állandó személyzet pihenését biztosítani.

## Jellemzői
Központi tervező iroda CKBEM <= Центральное конструкторское бюро экспериментального машиностроения (ЦКБЕМ)> (OKB-1 <= ОКБ-1>, most OAO RKK Energiya im. SP Korolev <= ОАО РКК Энергия им. С. П. Королёва> – Központi Kísérleti Gépgyártási Tervezőiroda). Az űrhajót kis átalakítással emberes programra, teherszállításra és mentésre (leszállásra) tervezték.
1980. szeptember 18-án a Bajkonuri űrrepülőtér indítóállomásról egy Szojuz hordozórakéta (11А511U) juttatta Föld körüli, közeli körpályára. Az orbitális egység pályája 88,1 perces, 51,6 fokos hajlásszögű, elliptikus pálya-perigeuma 199 kilométer, apogeuma 350 kilométer volt. Hasznos tömege 6800 kilogramm. Szerkezeti felépítését tekintve a Szojuz űrhajó napelemtáblák nélküli változatával megegyező. Akkumulátorait az űrállomás napelemtáblái által előállított energiával tartották üzemkész állapotban. Összesen 7 napot, 20 órát és 43 percet töltött a világűrben. Összesen 124 alkalommal kerülte meg a Földet.
Szeptember 19-én 21 óra 49 perckor automatikus üzemmódban a II. csatlakozást biztosító modulnál dokkolt. Az átszállás és akklimatizálás után megkezdték a tudósok által összeállított kutatási programot. Korteksz műszerrel az agy bioelektromos aktivitását, a Koordinográf segítségével az idegrendszer pillanatnyi állapotát mérték. Az Antropometrija kísérletben az ember pszichomotorikus tevékenységét, a Voszprijatyije kísérletben az érzékelési folyamat megváltozását vizsgálták. A Szupport eszközzel a lábfejre terhelést biztosító gyógytornacipők alkalmazását próbálták ki. Az Atuej és a Multiplikátor segítségével mikroorganizmusok viselkedését ellenőrizték. Több technológia kísérletet végeztek a Karibe, a Krisztalizátor, a Szahar és a Zóna kísérletekben. A kísérleti, kutatási eredményeket átpakolva az űrhajóba, megkezdték a visszatérési műveleteket.
Szeptember 26-án belépett a légkörbe, a visszatérés hagyományos módon – ejtőernyős leereszkedés – történt, Zsezkazgantól 17 kilométerre délkeletre értek Földet. Ez a küldetés dicsekedhet a legpontosabb leszállással a szovjet űrprogram addigi történetében. A tervezett leszállási ponttól mindössze 3 kilométer eltéréssel értek földet.

## Űrhajósok
- Jurij Viktorovics Romanyenko űrhajós parancsnok
- Arnaldo Tamayo Méndez űrhajós kutató-pilóta

## Tartalék személyzet
- Jevgenyij Vasziljevics Hrunov űrhajós parancsnok
- José López Falcón űrhajós kutató-pilóta